# Əşrəf Aşırov
Əşrəf Aşırov (también escrito como Ashraf Ashirov; 18 de enero de 2001) es un deportista azerbaiyano que compite en lucha libre. Ganó una medalla de plata en el Campeonato Europeo de Lucha de 2022, en la categoría de 79 kg.

## Palmarés internacional
| Campeonato Europeo | Campeonato Europeo | Campeonato Europeo | Campeonato Europeo |
| Año                | Lugar              | Medalla            | Categoría          |
| ------------------ | ------------------ | ------------------ | ------------------ |
| 2022               | Budapest (Hungría) | Medalla de plata   | 79 kg              |